# ブルーム＝ヴォークス男爵
ブルーム＝ヴォークス男爵（英語: Baron Brougham and Vaux）は、連合王国貴族の男爵位。ホイッグ党の政治家ヘンリー・ブルームが1830年と1860年に叙されたのに始まる。1830年創設の男爵位は一代で廃絶したが、1860年創設の男爵位は特別継承者の規定により弟ウィリアム・ブルームとその男系子孫によって継承されて現存している。

## 歴史

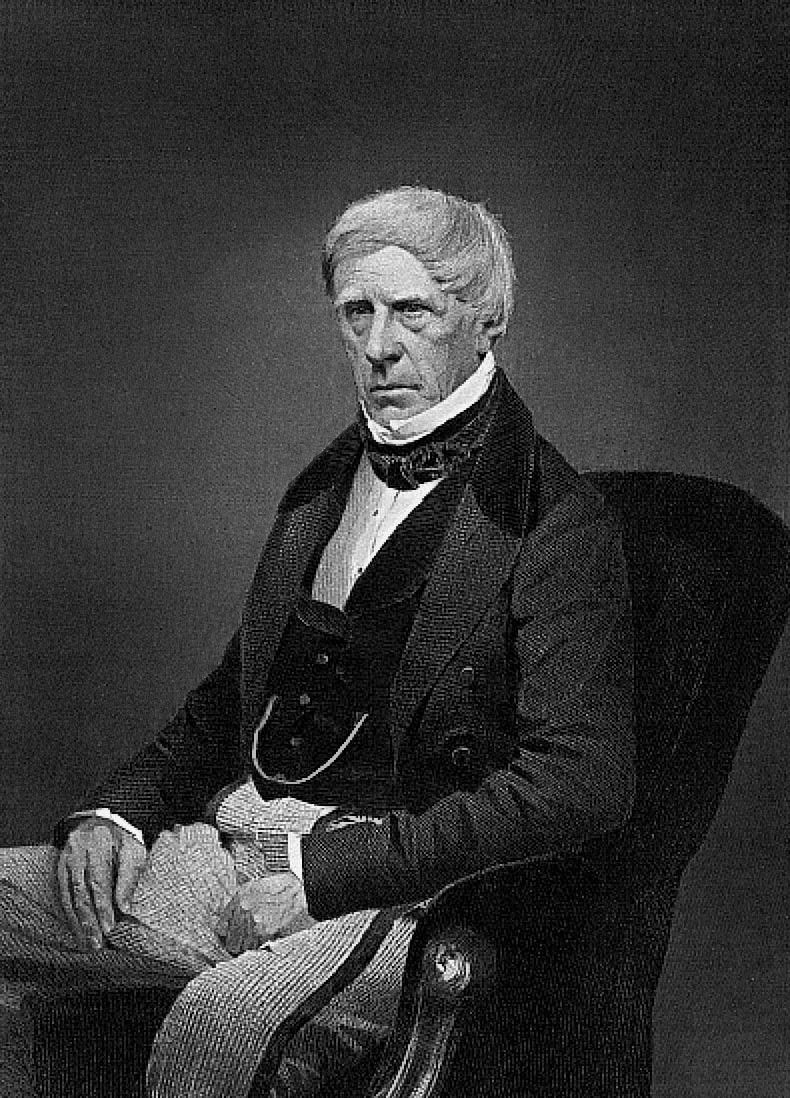
初代ブルーム＝ヴォークス男爵ヘンリー・ブルーム

法廷弁護士でホイッグ党の庶民院議員だったヘンリー・ピーター・ブルーム(Henry Peter Brougham, 1778–1868)は、1830年から1834年の第2代グレイ伯爵チャールズ・グレイを首相とするホイッグ党政権において大法官として入閣。当時の大法官は貴族院議長の役割も担っていたため、この就任の際の1830年11月22日に連合王国貴族ウェストモーランド州におけるブルームのブルーム＝ヴォークス男爵((Baron Brougham and Vaux, of Brougham in the County of Westmorland))に叙せられて貴族院議員に列した。彼はホイッグ左派として知られ、第一次選挙法改正の貴族院通過に尽力した。彼には男子がなかったため、1860年3月22日には弟ウィリアム・ブルーム(William Brougham, 1795–1886)とその男系男子を特別継承者(special remainder)とする規定付きの連合王国貴族爵位ウェストモーランド州におけるブルームおよびカンバーランド州におけるハイヘッド城におけるブルーム＝ヴォークス男爵(Baron Brougham and Vaux, of Brougham in the County of Westmorland and of Highhead Castle in the County of Cumberland)位を与えられた。
その結果、1868年5月7日に初代男爵が死去した後、1830年創設のブルーム＝ヴォークス男爵位は廃絶したが、1860年創設のブルーム＝ヴォークス男爵位は弟のウィリアムに継承された。ウィリアムも襲爵前の1831年から1834年にかけてホイッグ党の庶民院議員を務めていた。
2代男爵の死後は、その息子のヘンリー・チャールズ・ブルーム(Henry Charles Brougham, 1836–1927)が3代男爵を継承した。
3代男爵の息子ヘンリー・ブルーム(Henry Brougham,1887-1927)は父に先だったため、3代男爵の死後はヘンリーの息子であるヴィクター・ヘンリー・ピーター・ブルーム(Victor Henry Peter Brougham, 1909–1967)が4代男爵を継承した。
4代男爵の死後はその息子マイケル・ジョン・ブルーム(Michael John Brougham, 1938-)が5代男爵を継承。彼は1999年の貴族院法で世襲貴族の議席が92議席に限定された後も世襲貴族枠の貴族院議員に選び残された。

男爵家の紋章に刻まれるモットーは『王と法と民のために(Pre Rege Lege Grege)』。

## 歴代当主

### 第1期ブルーム＝ヴォ―クス男爵 (1830年)
- 初代ブルーム＝ヴォークス男爵ヘンリー・ピーター・ブルーム(Henry Peter Brougham, 1778–1868)
  - 1860年に第2期ブルーム＝ヴォークス男爵に叙される。第1期ブルーム＝ヴォークス男爵は彼の死後に廃絶。

### 第2期ブルーム＝ヴォークス男爵 (1860年)
- 初代ブルーム＝ヴォークス男爵ヘンリー・ピーター・ブルーム(Henry Peter Brougham, 1778–1868)
- 2代ブルーム＝ヴォークス男爵ウィリアム・ブルーム（英語版） (William Brougham, 1795–1886) - 先代の弟
- 3代ブルーム＝ヴォークス男爵ヘンリー・チャールズ・ブルーム（英語版） (Henry Charles Brougham, 1836–1927) - 先代の息子
- 4代ブルーム＝ヴォークス男爵ヴィクター・ヘンリー・ピーター・ブルーム（英語版） (Victor Henry Peter Brougham, 1909–1967) - 先代の孫
- 5代ブルーム＝ヴォークス男爵マイケル・ジョン・ブルーム（英語版） (Michael John Brougham, 1938-) - 先代の息子
- 6代ブルーム＝ヴォークス男爵チャールズ・ウィリアム・ブルーム（Hon. Charles William Brougham, 1971-2023)

爵位の法定推定相続人はその息子ヘンリー・ジョージ・ブルーム(Henry George Brougham, 2012-)

## 系図
|                                                                         |                                                             |                                                             |                                                             | ヘンリー・ブルーム （1742-1810）                            |                                                             |                                   |  |                                                                |                                                                |                                                                |                                                                |                                                                |                                                                |
|                                                                         |                                                             |                                                             |                                                             |                                                             |                                                             |                                   |  |                                                                |                                                                |                                                                |                                                                |                                                                |                                                                |
|                                                                         |                                                             |                                                             |                                                             |                                                             |                                                             |                                   |  |                                                                |                                                                |                                                                |                                                                |                                                                |                                                                |
| 1830年ブルーム＝ヴォークス男爵(1期) 1860年ブルーム＝ヴォークス男爵(2期) |                                                             |                                                             |                                                             |                                                             |                                                             |                                   |  |                                                                |                                                                |                                                                |                                                                |                                                                |                                                                |
| 初代ブルーム＝ヴォークス男爵 ヘンリー・ブルーム (1778-1868)             | 初代ブルーム＝ヴォークス男爵 ヘンリー・ブルーム (1778-1868) | 初代ブルーム＝ヴォークス男爵 ヘンリー・ブルーム (1778-1868) | 初代ブルーム＝ヴォークス男爵 ヘンリー・ブルーム (1778-1868) | 初代ブルーム＝ヴォークス男爵 ヘンリー・ブルーム (1778-1868) | 初代ブルーム＝ヴォークス男爵 ヘンリー・ブルーム (1778-1868) |                                   |  | 2代ブルーム＝ヴォークス男爵 ウィリアム・ブルーム （1795-1886） | 2代ブルーム＝ヴォークス男爵 ウィリアム・ブルーム （1795-1886） | 2代ブルーム＝ヴォークス男爵 ウィリアム・ブルーム （1795-1886） | 2代ブルーム＝ヴォークス男爵 ウィリアム・ブルーム （1795-1886） | 2代ブルーム＝ヴォークス男爵 ウィリアム・ブルーム （1795-1886） | 2代ブルーム＝ヴォークス男爵 ウィリアム・ブルーム （1795-1886） |
| 初代ブルーム＝ヴォークス男爵 ヘンリー・ブルーム (1778-1868)             | 初代ブルーム＝ヴォークス男爵 ヘンリー・ブルーム (1778-1868) | 初代ブルーム＝ヴォークス男爵 ヘンリー・ブルーム (1778-1868) | 初代ブルーム＝ヴォークス男爵 ヘンリー・ブルーム (1778-1868) | 初代ブルーム＝ヴォークス男爵 ヘンリー・ブルーム (1778-1868) | 初代ブルーム＝ヴォークス男爵 ヘンリー・ブルーム (1778-1868) | ブルーム＝ヴォークス男爵(1期)廃絶 |  | 2代ブルーム＝ヴォークス男爵 ウィリアム・ブルーム （1795-1886） | 2代ブルーム＝ヴォークス男爵 ウィリアム・ブルーム （1795-1886） | 2代ブルーム＝ヴォークス男爵 ウィリアム・ブルーム （1795-1886） | 2代ブルーム＝ヴォークス男爵 ウィリアム・ブルーム （1795-1886） | 2代ブルーム＝ヴォークス男爵 ウィリアム・ブルーム （1795-1886） | 2代ブルーム＝ヴォークス男爵 ウィリアム・ブルーム （1795-1886） |
|                                                                         |                                                             |                                                             |                                                             |                                                             |                                                             |                                   |  | 3代ブルーム＝ヴォークス男爵 ヘンリー・ブルーム (1836-1927)     |                                                                |                                                                |                                                                |                                                                |                                                                |
|                                                                         |                                                             |                                                             |                                                             |                                                             |                                                             |                                   |  |                                                                |                                                                |                                                                |                                                                |                                                                |                                                                |
|                                                                         |                                                             |                                                             |                                                             |                                                             |                                                             |                                   |  | ヘンリー・ブルーム (1887-1927)                                 |                                                                |                                                                |                                                                |                                                                |                                                                |
|                                                                         |                                                             |                                                             |                                                             |                                                             |                                                             |                                   |  |                                                                |                                                                |                                                                |                                                                |                                                                |                                                                |
|                                                                         |                                                             |                                                             |                                                             |                                                             |                                                             |                                   |  | 4代ブルーム＝ヴォークス男爵 ヴィクター・ブルーム (1909–1967)   |                                                                |                                                                |                                                                |                                                                |                                                                |
|                                                                         |                                                             |                                                             |                                                             |                                                             |                                                             |                                   |  |                                                                |                                                                |                                                                |                                                                |                                                                |                                                                |
|                                                                         |                                                             |                                                             |                                                             |                                                             |                                                             |                                   |  | 5代ブルーム＝ヴォークス男爵 マイケル・ブルーム (1938–2023)     |                                                                |                                                                |                                                                |                                                                |                                                                |
|                                                                         |                                                             |                                                             |                                                             |                                                             |                                                             |                                   |  |                                                                |                                                                |                                                                |                                                                |                                                                |                                                                |
|                                                                         |                                                             |                                                             |                                                             |                                                             |                                                             |                                   |  | 6代ブルーム＝ヴォークス男爵 チャールズ・ブルーム (1971–)       |                                                                |                                                                |                                                                |                                                                |                                                                |
|                                                                         |                                                             |                                                             |                                                             |                                                             |                                                             |                                   |  |                                                                |                                                                |                                                                |                                                                |                                                                |                                                                |
|                                                                         |                                                             |                                                             |                                                             |                                                             |                                                             |                                   |  | ヘンリー・ブルーム (2012–)                                     |                                                                |                                                                |                                                                |                                                                |                                                                |